# Friedlieb Ferdinand Runge
Pour les articles homonymes, voir Runge.
Friedlieb Ferdinand Runge, né le 8 février 1794 et mort à Oranienbourg le 25 mars 1867, est un chimiste allemand spécialiste de chimie analytique.

## Biographie
Dès son plus jeune âge, Runge effectue des expériences de chimie.
En 1819, il présente ses travaux à Goethe qui l'incite à entreprendre l'analyse du café. Quelques mois plus tard, il identifie la caféine.
Runge étudie ensuite la chimie à Iéna et Berlin, où il obtient son doctorat. Après trois années de voyages à travers l'Europe, il enseigne la chimie à l'université de Breslau (Wrocław en polonais) en Silésie jusqu'en 1831. Il fait ses principales découvertes à la Chemische Produktenfabrik Oranienburg, une entreprise d'État prussienne où il est nommé en 1832. Au cours de sa carrière, Runge travaille notamment sur la chimie de la purine. En 1833, il identifie l'atropine, responsable de l'effet de l'extrait de belladone sur la pupille (mydriase). Mais sa principale activité concerne l'isolement et la caractérisation de nombreuses substances chimiques issues du goudron de houille. En 1834, il parvient à isoler une substance qui une fois traitée par du chlorure de chaux prend une couleur bleue. Il la baptisa Kyanol ou cyanol. August Wilhelm von Hofmann montrera quelques années plus tard qu'il s'agit d'aniline, composé dont la production conduira à la naissance de BASF. Runge découvre ainsi le premier des « Teerfarben », les colorants synthétiques issus des composés du goudron de houille. Durant ses années d'enseignement, il travaille sur de nombreux autres composés dont notamment le pyrrole, le phénol, la quinoléine. On lui doit également une première ébauche de la chromatographie sur papier.
Il travaille ensuite pour l'entreprise de produits chimiques Dr. Hempel d'où il est congédié en 1852 par un supérieur hiérarchique qui lui était hostile. Il meurt quinze ans plus tard dans la pauvreté.

## Hommages
Le travail de Runge a été popularisé et célébré dans le roman Anilin, une biographie rédigée en 1936 par Karl Aloys Schenzinger (de). Le tirage d'Anilin atteindra 920 000 exemplaires sous le régime national socialiste (nazi) et continuera à connaître le succès dans l'après-guerre.
Google lui dédie un Doodle le 8 février 2019, à l'occasion du 225e anniversaire de sa naissance.

## Publication
- Der Bildungstrieb der Stoffe. Veranschaulicht in selbstständig gewachsenen Bildern (Fortsetzung der Musterbilder), Selbstverlag, Oranienburg, 1855[3].